# CEPEA
O CEPEA é o centro de pesquisas econômicas da Escola Superior de Agricultura Luiz de Queiroz (ESALQ), campus da Universidade de São Paulo em Piracicaba, cadastrado no Conselho Nacional de Desenvolvimento Científico e Tecnológico (CNPq).

## Histórico
Foi criado conforme padrões estabelecidos pelo CNPq para incentivar a pesquisa multidisciplinar, baseada no trabalho em equipe e na racionalização do uso de pessoal e da infra-estrutura (prédios, equipamentos, redes de informática e sistema telefônico).
Desenvolve pesquisas contínuas sobre agronegócio, economia ambiental e florestal, empreendedorismo, estratégias de administração/comercialização, mercado internacional, assuntos sociais e macroeconômicos. Esse conjunto de atuação foi estruturado de forma estratégica para que o Centro possa traçar um retrato econômico da sociedade brasileira, não só do agronegócio, de onde partiu.
Com um histórico de 15 anos de informações primárias, quatro mil colaboradores (profissionais consultados periodicamente) e um grupo coeso de especialistas, o Cepea trabalha de modo a manter uma estrutura que lhe permita ser um sistema de inteligência. Por trás dos conhecidos Indicadores de Preços ESALQ/BM&FBovespa e CEPEA/ESALQ, está uma rede de informação e análise que habilita o Centro a subsidiar o setor produtivo e governo para a elaboração de suas estratégias de desenvolvimento, além de atender à universidade com a geração de dados primários e papers.
As atividades envolvem cerca de 140 pessoas, incluindo professores da Esalq-USP, pesquisadores-doutores e mestres em economia e comunicação, profissionais de tecnologia da informação, administração e ainda estagiários de várias universidades brasileiras e estrangeiras (EUA, França, Portugal, Holanda). A dinâmica do CEPEA é orientada pelo conceito de integração, com o objetivo de gerar trabalhos que espelhem o entendimento de “comunidades”.
O CEPEA é dirigido por um Conselho Deliberativo (CD) constituído por cinco de seus membros com título de Doutor, selecionados por votação secreta dos membros do CEPEA com título de Mestre ou Doutor. O Coordenador Científico do Centro é escolhido pelos membros do CD.
Os recursos humanos e financeiros do CEPEA têm sido administrados pela Fundação de Estudos Agrários Luiz de Queiroz (FEALQ), que é a pessoa jurídica, sem fins lucrativos, que representa os docentes na celebração de contratos de pesquisa, contratação de pessoal e concessão de bolsas de estudo. Tais procedimentos são regidos por convênio da FEALQ com a ESALQ, devidamente aprovado pelas Comissões de Legislação e Recursos e de Orçamento e Patrimônio do Conselho Universitário da USP, em 31/07/1991, e pelo Reitor em 07/08/1991.

## Principais linhas de pesquisa do CEPEA
Para coleta de informações que proporcionam a elaboração de indicadores de preços, o CEPEA forma uma comunidade de agentes ativos de mercado que informam, com garantia de sigilo, os preços por eles recebidos ou pagos diariamente; ao fim do dia recebem uma síntese (média, desvio padrão) das informações processadas.
Essa comunidade permite continuamente a inclusão de novos membros, os quais são informados sobre os procedimentos do levantamento e do uso que será feito dos dados que fornecessem. Após os esclarecimentos iniciais, o colaborador, que pode ter sido visitado pessoalmente, passa a ser contatado via telefone. Tais informações passam por análise estatística para verificar se atendem aos requisitos de aceitação na amostra.
No caso de indicadores de custo, o CEPEA vale-se do método de painéis, constituídos por número limitado (em torno de 10) de agentes que atendem aos critérios de representatividade e homogeneidade (de tamanho, tecnologia, etc.) pré-estabelecidos para cada região. Esse procedimento tem sido adotado em muitos casos em que não se obtém o financiamento necessário para realização de um survey baseado em amostra aleatória do universo em estudo. O método de painéis envolve o uso de planilhas de coeficientes técnicos para uma empresa representativa. Tais planilhas são preenchidas preliminarmente por técnicos especializados e familiarizados com a região e produtos de interesse. Essas planilhas preliminares são então submetidas a um painel de agentes que a criticam e sugerem mudanças que serão efetuadas quando consensuais.
Através de painéis, o CEPEA tem coletado informações que permitem a parametrização de modelos de pesquisa operacional aplicados à administração rural para simulação de impactos de políticas e eventos em geral sobre a alocação de recursos em propriedades agropecuárias e agroindústrias.
- Indicadores de Preços de Produtos Animais: Boi Gordo, Bezerro, Suínos, Frango, Leite e derivados.
- Indicadores de Preços de Produtos Vegetais: Grãos (Soja, Milho, Trigo), Açúcar e Álcool, Mandioca, Citros e outras Hortifrutícolas e Madeiras ao natural e processadas.
- Indicadores de Custos de Produção: para diversos produtos vegetais e animais.[1]